# Вместе или никак
«Вместе или никак» (фр. Nous trois ou rien) — французский комедийно-драматический фильм, снятый Карон Табиб. Мировая премьера ленты состоялась 22 октября 2015 на Токийском международном кинофестивале.

## Сюжет
Фильм рассказывает об иранской семье, переживающей различные трудности.

## В ролях
| Актёр         | Роль           |
| ------------- | -------------- |
| Карон Табиб   | Хибат Табиб    |
| Лейла Бехти   | Ферештех Табиб |
| Жерар Дармон  | отец           |
| Забу Брайтман | мать           |
| Жонатан Коэн  | Шокри          |